# Кастело Лавацо (Белуно)
Кастело Лавацо (итал. Castello Lavazzo) је насеље у Италији у округу Белуно, региону Венето.
Према процени из 2011. у насељу је живело 580 становника. Насеље се налази на надморској висини од 523 м.